# دمیتری کیریچنکو
دمیتری کیریچنکو (روسی: Дмитрий Серге́евич Кириченко؛ زادهٔ ۱۷ ژانویهٔ ۱۹۷۷) یک بازیکن فوتبال اهل روسیه است.
از باشگاه‌هایی که در آن بازی کرده‌است می‌توان به زسکا مسکو اشاره کرد.
وی همچنین در تیم ملی فوتبال روسیه بازی کرده‌است.